# Assassinatos de Alison Parker e Adam Ward
Os assassinatos de Alison Parker e Adam Ward ocorreram em 26 de agosto de 2015, quando a repórter Parker, de 24 anos, e o operador de câmera Ward, de 27 anos, foram mortos enquanto estavam produzindo uma entrevista ao vivo em Virgínia, Estados Unidos. A entrevistada era Vickie Gardner, diretora da câmara de comércio local, que ficou ferida.
Durante a transmissão ao vivo, oito tiros e gritos dos repórteres foram ouvidos enquanto a câmera caía no chão. O atirador foi identificado como Vester Lee Flanagan, conhecido pelo nome profissional de Bryce Williams e ex-funcionário da TV WDBJ, mesma empresa dos repórteres assassinados. Poucas horas após o ataque, foi relatado que o atirador havia tentado, sem sucesso, se suicidar e que havia sido preso. Lee também postou no Facebook e no Twitter um vídeo em que atirava em seus ex-colegas. O suspeito acabou por falecer no hospital, horas após o crime, devido a um tiro autoinfligido quando era confrontado pela polícia estatal de Virgínia.